# Рандалу, Ивало
И́вало Ра́ндалу (эст. Ivalo Randalu; 7 февраля 1936, Рига, Латвийская республика — 19 декабря 2019, Эстония) — советский и эстонский композитор, музыкальный журналист и актёр.

## Биография
Родился 7 февраля 1936 года в Риге.
В 1954 году познакомился с другим эстонским композитором Арво Пяртом во время учёбы в музыкальном классе в Таллинской музыкальной школе.
В 1962—1970 годах работал редактором Эстонского радио, в 1975—1984 годах — автором программ Эстонского телевидения, в 1981—1999 годах был старшим научным сотрудником Эстонского музея театра и музыки, в 1999—2004 годах преподавал историю музыки в гимназии Вестхольма.
Как композитор написал музыку, сольные и хоровые песни более чем для 20 фильмов. Помимо музыкальной деятельности также сыграл как актёр в двух фильмах — «Ледоход» (эст. «Jääminek») и «Люди в солдатских шинелях» (эст. «Inimesed sõdurisinelis»).
Умер 19 декабря 2019 года. Похоронен на таллинском кладбище Метсакальмисту.

## Фильмография

### Композитор
- 1964 — Солнцестояние / Pööripäev
- 1965 — Триста килограммов смерти / Kolmsada kilo surma
- 1965 — Рухну / Ruhnu
- 1966 — Первое мая / 1. mai
- 1966 — Две осени / Memento!
- 1967 — Сувенир из Эстонии / Suveniir Eestist
- 1967 — Рождение жанра / Žanri sünd
- 1967 — Я готов, я иду... / Olen valmis, ma lähen…
- 1968 — Рождение республики / Vabariigi sünd
- 1968 — Шестерёнка / Hammasratas
- 1968 — Свет минувших дней / Möödunud päevade kaja
- 1968 — У стен монастыря / Kloostri müüri kõrval
- 1969 — Чтобы выйти... / Et tuleks välja…
- 1969 — Одна ночь / Üks öö
- 1970 — Виллу / Villu
- 1970 — Первые звёзды / Esimesed viisnurgad
- 1970 — Вилла Терезы Скупень / Villa Terezy Skupién
- 1971 — Тернистый путь / Okkaline rada
- 1972 — Земля провожает / Maa saadab
- 1973 — Эстонский хуторской фильм / Eesti talufilm
- 1975 — Карские ворота / Kara Väravad
- 1977 — Хотелось бы мне быть дома / Ma tahaksin kodus olla
- 1977 — Сокровища Фреда Когеля / Kellamäng
- 1982 — Ворота для лошадей / Hobuväravad
- 1983 — Там, где растут камни / Kus kasvavad kivid
- 1989 — Крестьяне / Talupojad
- 1992 — Поля любовных битв / Armastuse lahinguväljad
- 2019 — История Пеэпа Пукса / Peep Puksi lugu

### Актёр
- 1962 — Ледоход / Jääminek — Индрек
- 1968 — Люди в солдатских шинелях / Inimesed sõdurisinelis — Отто Рюнк